# Кабомба каролинская
Кабо́мба кароли́нская (лат. Cabomba caroliniana) — травянистое водное растение рода Кабомба семейства Кабомбовые.

## Описание
Стебель гладкий, мясистый, ветвящийся, достигающий в длину 1,5 метров; листья веерообразные, мелкоиссечённые, сверху тёмно-зелёные, снизу светло-зелёные, расположенные напротив друг друга, имеют ширину около 5 см, плавающие листья достигают 2 см. Корневище ползучее. Цветки мелкие, желтоватые. Опыляются мухами-береговушками. В природе встречается в тропических и субтропических районах Северной и Южной Америки. Одно из самых распространённых растений у аквариумистов.

## Культивация
При содержании в аквариуме предпочитает умеренно тёплую воду с температурой 18—24 °C. По химическим показателям вода должна быть слабокислой (pH 5,5—6,8), относительно мягкой (жёсткостью ниже 8 немецких градусов) и чистой. В мутной воде на листьях кабомбы происходит осаждение мелких частиц, что приводит к гибели старых листьев, поэтому необходима регулярная подмена части воды. Внесение минеральных удобрений не требуется. Освещение должно быть интенсивным, естественным или искусственным, продолжительность светового дня — не меньше 12 часов. При недостаточном освещении стебли вытягиваются, растение приобретает блёклый желтоватый оттенок. Корневая система развитая, в качестве грунта может использоваться песок или мелкая галька. Грунт должен быть немного заилённым.
Размножается растущая в аквариуме кабомба вегетативно, черенкованием стебля или корневища. Рост корневых черенков идёт несколько быстрее, чем стеблевых.

## Внутривидовые таксоны
Выделяют 3 разновидности:
- Cabomba caroliniana var. caroliniana
- Cabomba caroliniana var. flavida Morgaard (1991)
- Cabomba caroliniana var. pulcherrima R.M.Harper (1903) — Кабомба прекраснейшая